# Apamea longula
Apamea longula là một loài bướm đêm thuộc họ Noctuidae. Nó được tìm thấy ở Bắc Mỹ, bao gồm Nevada và Alberta.
Sải cánh dài khoảng 39 mm.